# Timon Haugan
Timon Ludvig Haugan (Støren, 27 december 1996) is een Noorse alpineskiër. Hij vertegenwoordigde zijn vaderland op de Olympische Winterspelen 2022 in Peking.

## Carrière
Bij zijn wereldbekerdebuut, in december 2017 in Madonna di Campiglio, scoorde Haugan direct wereldbekerpunten. In februari 2020 stond de Noor in Chamonix voor de eerste keer op het podium van een wereldbekerwedstrijd. Op de wereldkampioenschappen alpineskiën 2021 in Cortina d'Ampezzo eindigde Haugan als veertiende op de parallelreuzenslalom. Tijdens de Olympische Winterspelen van 2022 in Peking veroverde hij samen met Thea Louise Stjernesund, Maria Therese Tviberg en Fabian Wilkens Solheim de bronzen medaille in de landenwedstrijd.
In Courchevel nam Haugan deel aan de wereldkampioenschappen alpineskiën 2023. Op dit toernooi behaalde hij de bronzen medaille op de parallelreuzenslalom, daarnaast eindigde hij als zeventiende op de slalom. In de landenwedstrijd legde hij samen met Kristin Lysdahl, Thea Louise Stjernesund, Maria Therese Tviberg, Leif Kristian Nestvold-Haugen en Alexander Steen Olsen beslag op de zilveren medaille.

## Resultaten

### Olympische Winterspelen
| Jaar | Plaats | Onderdeel | Onderdeel | Onderdeel    | Onderdeel | Onderdeel         | Onderdeel    |
| Jaar | Plaats | Afdaling  | Slalom    | Reuzenslalom | Super G   | Alpine combinatie | Parallelteam |
| ---- | ------ | --------- | --------- | ------------ | --------- | ----------------- | ------------ |
| 2022 | Peking | –         | –         | –            | –         | –                 | ↑            |

### Wereldkampioenschappen
| Jaar | Plaats            | Onderdeel | Onderdeel | Onderdeel    | Onderdeel | Onderdeel         | Onderdeel | Onderdeel    | Onderdeel |
| Jaar | Plaats            | Afdaling  | Slalom    | Reuzenslalom | Super G   | Alpine combinatie | Parallel  | Parallelteam |           |
| ---- | ----------------- | --------- | --------- | ------------ | --------- | ----------------- | --------- | ------------ | --------- |
| 2021 | Cortina d'Ampezzo | –         | DNF1      | –            | –         | –                 | 14e       | –            |           |
| 2023 | Courchevel        | –         | 17e       | –            | –         | –                 | Brons     | Zilver       |           |
| 2025 | Saalbach          | –         | 5e        | 7e           | –         | Team 9e           |           | 7e           |           |

### Wereldbeker
Eindklasseringen
| Seizoen   | Algm | SL    | RS  | PAR |
| --------- | ---- | ----- | --- | --- |
| 2017/2018 | 135e | 46e   | –   |     |
| 2018/2019 | 127e | 44e   | –   |     |
| 2019/2020 | 71e  | 16e   | –   | 42e |
| 2020/2021 | 77e  | 29e   | –   | 13e |
| 2021/2022 | 49e  | 18e   | 51e | –   |
| 2022/2023 | 35e  | 10e   | –   |     |
| 2023/2024 | 7e   | Brons | 18e |     |
| 2024/2025 | 5e   | Brons | 11e |     |

Wereldbekerzeges
| Datum            | Plaats     | Onderdeel     |
| ---------------- | ---------- | ------------- |
| 17 maart 2023    | Soldeu     | Team Parallel |
| 17 maart 2024    | Saalbach   | Slalom        |
| 23 december 2024 | Alta Badia | Slalom        |
| 29 januari 2025  | Schladming | Slalom        |
| 27 maart 2025    | Sun Valley | Slalom        |